# مالانكيا
بلدية مالانكيا (بالإسبانية: Malanquilla) هي بلدية تقع في مقاطعة سرقسطة التابعة لمنطقة أراغون شمال شرق إسبانيا.

## الديموغرافيا
بلغ عدد سكان بلدية مالانكيا 130 نسمة عام 2011 (وفقاً للمعهد الوطني الإسباني للإحصاء).
| 139 | 127 | 128 | 139 | 131 | 123 | 130 |